# 하이난 조선족 향
하이난 조선족 향(중국어: 海南朝鲜族乡, 중국조선어: 해남조선족향)은 중화인민공화국 헤이룽장성 무단장시 시안구 관할하에 있는 조선족 민족향이다  .